# Drachten

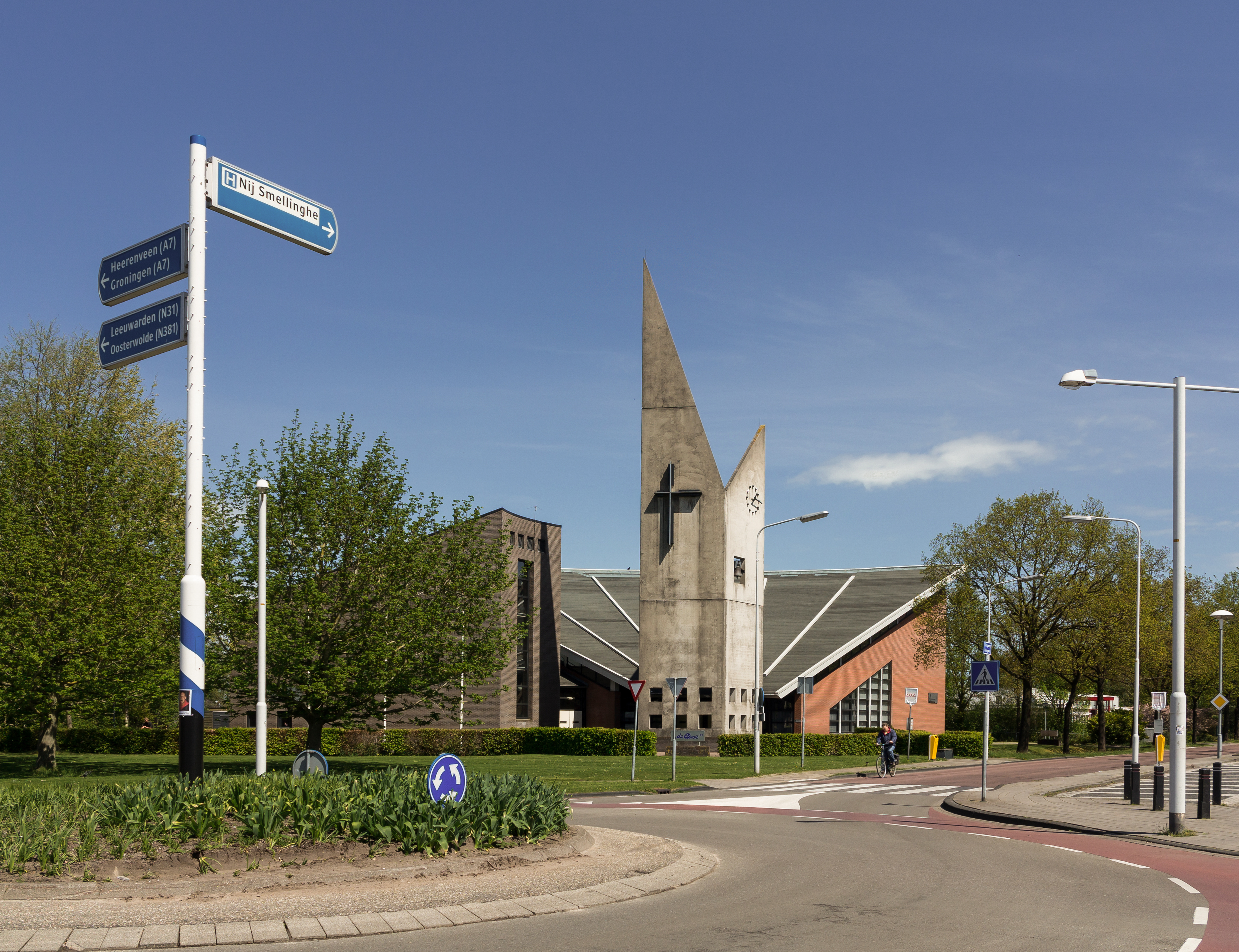
Kirche: de Oase

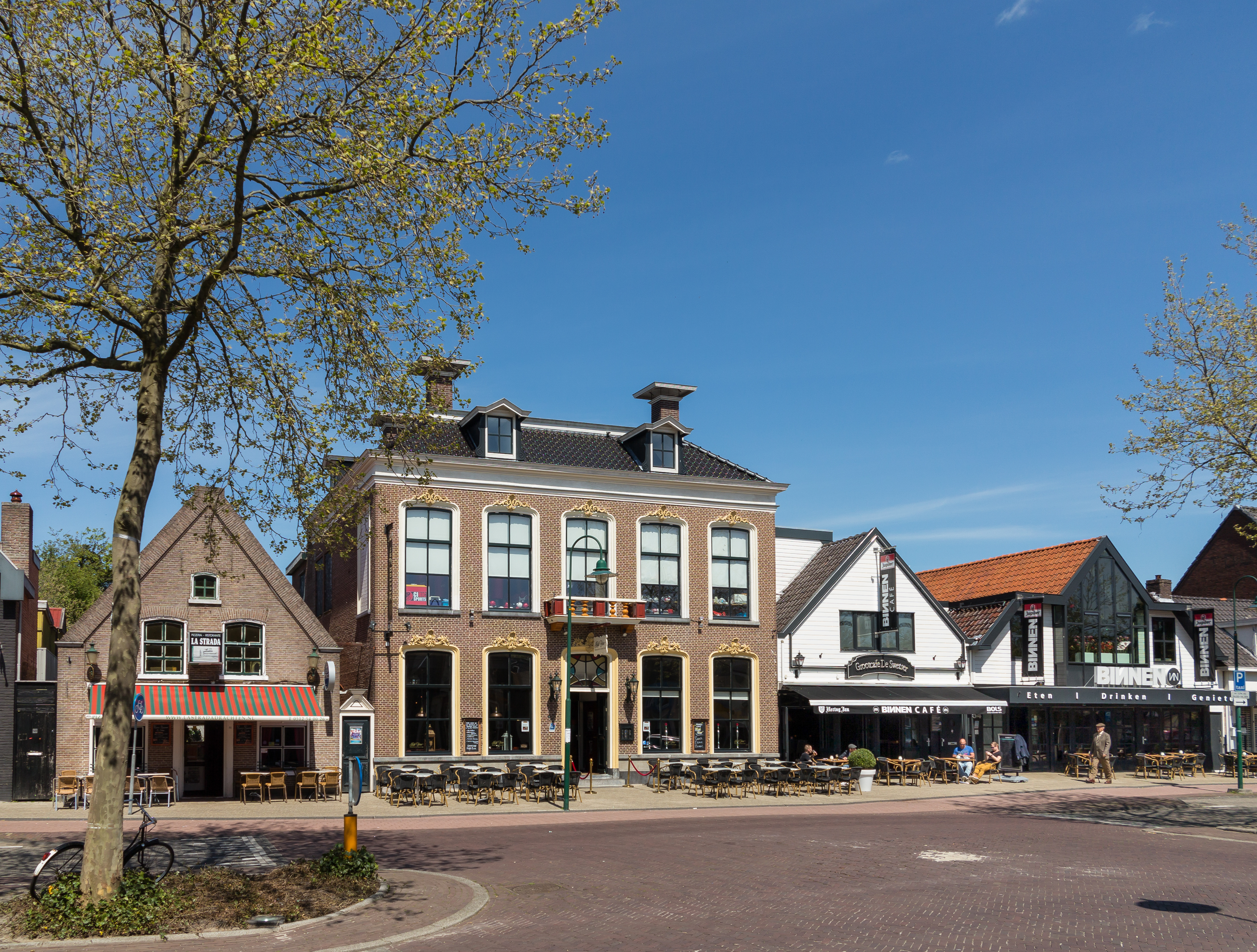
Monumentalbau in der Straße

Drachten ist eine Ortschaft in der Gemeinde Smallingerland in den Niederlanden (Provinz Friesland). Am 1. Januar 2024 hatte Drachten 45.505 Einwohner.

## Lage und Wirtschaft
Drachten liegt im Osten der Provinz, an der Autobahn Amsterdam–Groningen. Eisenbahnen gibt es in dieser Region nicht. Drachten besitzt als wirtschaftliches Zentrum der Region viele kleine und mittelgroße Industrie- und Handelsbetriebe aller Art. In Drachten ist ein Kulturzentrum mit Konzerthalle, Kunstmuseum und Theater, außerdem ein Krankenhaus und viele Schulen.
Drachten nimmt am EU-Projekt Shared Space teil. Als Folge daraus sind in der Innenstadt alle Ampeln sowie Verkehrsschilder entfernt worden. Einzige Verkehrsregeln sind „Rechts vor Links“ und ein generelles Tempolimit von 30 km/h. Seit Beginn des Projektes sind die Unfallzahlen drastisch zurückgegangen. Unter dem Schlagwort „schilderlose Stadt“ nehmen auch weitere europäische Städte an dem Projekt teil. Es sind dies Ejby in Dänemark, das englische Ipswich, die belgische Stadt Oostende sowie Bohmte in Niedersachsen.

## Geschichte
Das Dorf entstand als ab 1641 für den Torfabbau Kanäle gegraben wurden und entlang dieser Wasserwege einiges Gewerbe entstand. Drachten hatte bis zur Mitte des 19. Jahrhunderts eine Blütezeit. Es wurde auch zum Wirtschafts- und Verwaltungszentrum der umliegenden Dörfer. Immer noch ist das Rathaus von Smallingerland in Drachten.

## Töchter und Söhne des Ortes
- Sjoerd H. de Roos (1877–1962), Schriftentwerfer, Typograf, Buchgestalter, Maler, Grafiker, Pressendrucker, Möbelgestalter und künstlerischer Leiter
- Klaas de Jong Ozn. (1926–2011), Lehrer und Politiker
- Anne Woudwijk (* 1952), Bildhauer
- Alie Boorsma (* 1959), Eisschnellläuferin
- Cisca Wijmenga (* 1964), Humangenetikerin, erste Rektorin der Universität Groningen
- Rinus Dijkstra (* 1969), Sänger
- Arjan Hut (* 1976), Dichter und Autor
- Erik Bosgraaf (* 1980), Blockflötist und Musikologe
- Wim Stroetinga (* 1985), Radrennfahrer
- Alyda Norbruis (* 1989), Paracyclerin
- Sophie de Boer (* 1990), Radrennfahrerin
- Ferry Doedens (* 1990), Schauspieler und Sänger
- Jan van der Bij (* 1991), Ruderer
- Iris Kroes (* 1992), Popsängerin
- Younes Taha (* 2002), marokkanisch-niederländischer Fußballspieler

## Partnerschaften
- Gobabis, Namibia
- Kiryat Ono, Israel